# Ján Petráš
Ján Petráš (* 18. února 1986, v Bardejově) je slovenský záložník, v současnosti bez angažmá.

## Fotbalová kariéra
Svou fotbalovou kariéru začal v Partizánu Bardejov. Mezi jeho další kluby patřily ŠK Slovan Bratislava, FC Spartak Trnava a TJ Spartak Myjava. V roce 2014 přestoupil do SC Admira Gföhl (Rakousko).